# Maizeroy
Ne pas confondre avec la commune voisine de Maizery.
Maizeroy est une commune française située dans le département de la Moselle. Elle comprend Chevillon depuis 1812.

## Géographie
Situé sur la rive droite de la Nied française.

### Communes limitrophes
|                | Courcelles-Chaussy | Varize               |
| Pange          | Maizeroy           | Servigny-lès-Raville |
| Sanry-sur-Nied | Bazoncourt         |                      |

### Hydrographie
La commune est située dans le bassin versant du Rhin au sein du bassin Rhin-Meuse. Elle est drainée par la Nied.
La Nied, d'une longueur totale de 96,7 km, prend sa source dans la commune de Marthille, traverse 47 communes françaises, puis poursuit son cours en Allemagne où elle se jette dans la Sarre.

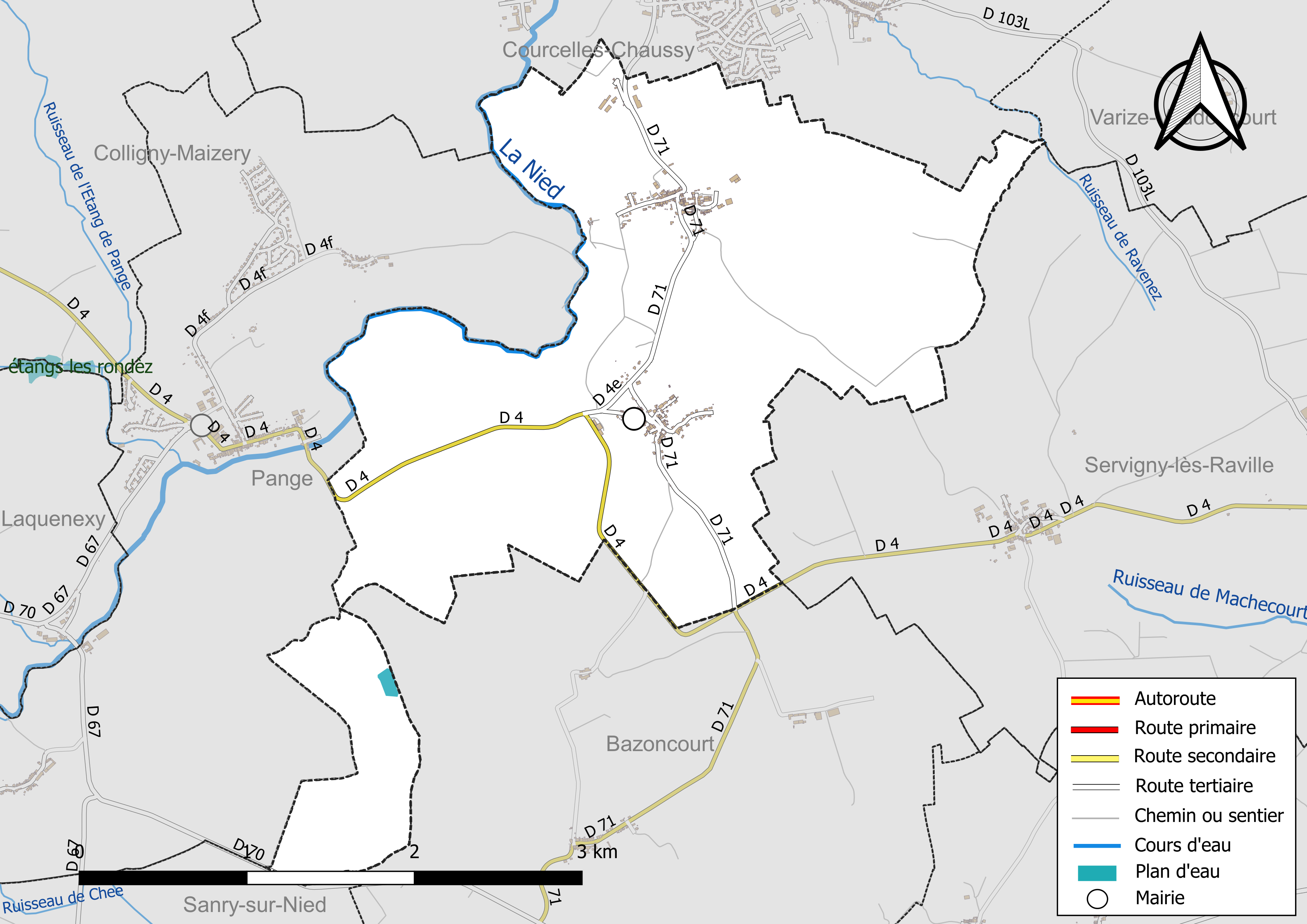
Réseaux hydrographique et routier de Maizeroy.

La qualité de la Nied peut être consultée sur un site spécial géré par les agences de l’eau et l’Agence française pour la biodiversité.

### Climat
Pour des articles plus généraux, voir Climat du Grand Est et Climat de la Moselle.
En 2010, le climat de la commune est de type climat de montagne, selon une étude du Centre national de la recherche scientifique s'appuyant sur une série de données couvrant la période 1971-2000. En 2020, Météo-France publie une typologie des climats de la France métropolitaine dans laquelle la commune est exposée à un climat semi-continental et est dans la région climatique  Lorraine, plateau de Langres, Morvan, caractérisée par un hiver rude (1,5 °C), des vents modérés et des brouillards fréquents en automne et hiver. 
Pour la période 1971-2000, la température annuelle moyenne est de 9,5 °C, avec une amplitude thermique annuelle de 16,7 °C. Le cumul annuel moyen de précipitations est de 811 mm, avec 12,1 jours de précipitations en janvier et 9 jours en juillet. Pour la période 1991-2020, la température moyenne annuelle observée sur la station météorologique de Météo-France la plus proche, « Lesse_sapc », sur la commune de Lesse à 16 km à vol d'oiseau, est de 10,7 °C et le cumul annuel moyen de précipitations est de 694,0 mm. 
La température maximale relevée sur cette station est de 40 °C, atteinte le 25 juillet 2019 ; la température minimale est de −20,7 °C, atteinte le 20 décembre 2009,,. 
Les paramètres climatiques de la commune ont été estimés pour le milieu du siècle (2041-2070) selon différents scénarios d'émission de gaz à effet de serre à partir des nouvelles projections climatiques de référence DRIAS-2020. Ils sont consultables sur un site spécial publié par Météo-France en novembre 2022.

## Urbanisme

### Typologie
Au 1er janvier 2024, Maizeroy est catégorisée commune rurale à habitat dispersé, selon la nouvelle grille communale de densité à sept niveaux définie par l'Insee en 2022.
Elle est située hors unité urbaine. Par ailleurs la commune fait partie de l'aire d'attraction de Metz, dont elle est une commune de la couronne,. Cette aire, qui regroupe 245 communes, est catégorisée dans les aires de 200 000 à moins de 700 000 habitants,.

### Occupation des sols
L'occupation des sols de la commune, telle qu'elle ressort de la base de données européenne d’occupation biophysique des sols Corine Land Cover (CLC), est marquée par l'importance des territoires agricoles (88,5 % en 2018), une proportion identique à celle de 1990 (88,5 %). La répartition détaillée en 2018 est la suivante : 
terres arables (53,9 %), prairies (27,7 %), forêts (11,5 %), zones agricoles hétérogènes (6,9 %). L'évolution de l’occupation des sols de la commune et de ses infrastructures peut être observée sur les différentes représentations cartographiques du territoire : la carte de Cassini (XVIIIe siècle), la carte d'état-major (1820-1866) et les cartes ou photos aériennes de l'IGN pour la période actuelle (1950 à aujourd'hui).

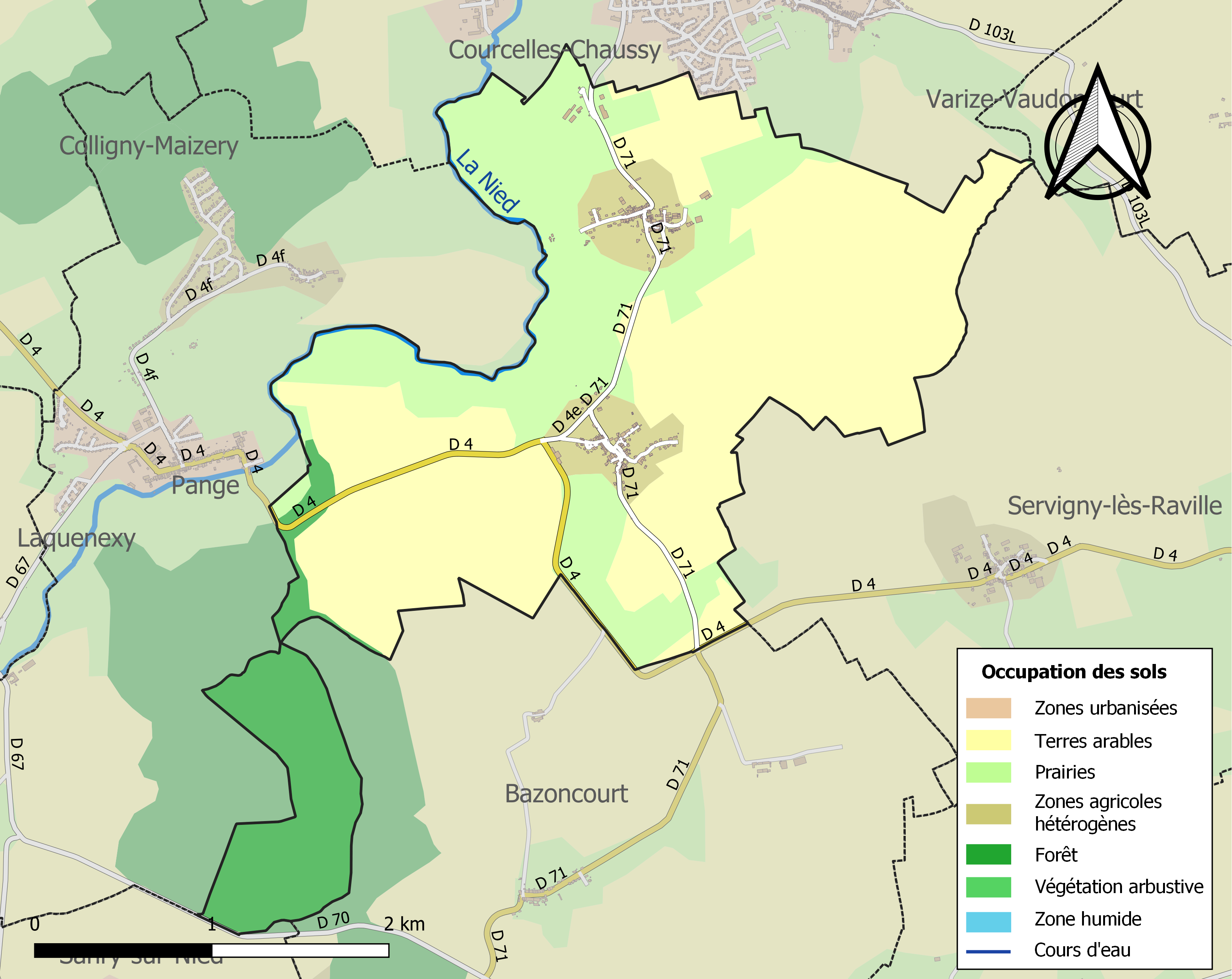
Carte des infrastructures et de l'occupation des sols de la commune en 2018 (CLC).

## Toponymie
- Maixeroy en 1312 ;
- Maxeroy puis Malxerôy en 1429 ;
- Maseroy en 1467 ;
- Maseroi en 1544 ;
- Maiserois au XVIIe siècle ;
- Maizereux, Maizerieux en 1635 ;
- Mezeroy en 1756 ;
- Mach’reu en patois[14].
- Macherich germanisation pendant l’occupation allemande de 1940 à 1944.

## Histoire
- Dépendait de l'ancien pays messin (partie Saulnois, bailliage de Metz).
- Siège d'une seigneurie partagée entre Pange (Moselle) et Berlize.
- En 1766, à Pottier de Maizeroy
- Le 2 décembre 1768, signature du traité entre le Sieur Michel Pottier, écuyer, conseiller secrétaire du roi au parlement de Metz, seigneur de Maizeroy et fresnoy en partie,  et Paul Le Goullon, maire de communauté de Maizeroy et Georges Richet, échevin de justice. Le seigneur renonce au " droit qu'il a d'envoyer pâturer ses chevaux de ses fermes du S.Fresnoy sur notre ban à compter du jour que les aubaniers sont ouvertes ce qui nous procurera l'avantage de pouvoir ménager les pâturages communaux".

Les habitants de Maizeroy étaient appelés les « câgnards d’Matihe-reu » signifiant les « hommes mous de Maizeroy » et ceux de Chevillon « lès minous d’guéyins » c’est-à-dire « les mangeurs de fromages dur ».
Chevillon est réuni à Maizeroy par décret du 21 septembre 1812.

## Politique et administration
| Période                                  | Période      | Identité                  | Étiquette | Qualité |
| ---------------------------------------- | ------------ | ------------------------- | --------- | ------- |
| 1767                                     | 1773         | Paul Goulon               | Echevin   |         |
| an VIII                                  |              | Louis le Jeune Le Goullon |           |         |
| mars 1971                                | février 1987 | Louis Leidelinger         |           |         |
| mars 1987                                | mars 2001    | Maurice Bourguignon       |           |         |
| mars 2001                                | mars 2008    | René Weinmann             |           |         |
| mars 2008                                | mai 2014     | André Ruff                |           |         |
| mai 2014                                 | En cours     | Jean-François Leidelinger |           |         |
| Les données manquantes sont à compléter. |              |                           |           |         |

## Démographie
L'évolution du nombre d'habitants est connue à travers les recensements de la population effectués dans la commune depuis 1793. Pour les communes de moins de 10 000 habitants, une enquête de recensement portant sur toute la population est réalisée tous les cinq ans, les populations de référence des années intermédiaires étant quant à elles estimées par interpolation ou extrapolation. Pour la commune, le premier recensement exhaustif entrant dans le cadre du nouveau dispositif a été réalisé en 2004.

En 2022, la commune comptait 419 habitants, en évolution de +9,11 % par rapport à 2016 (Moselle : +0,52 %, France hors Mayotte : +2,11 %).
| 1793 | 1800 | 1806 | 1821 | 1836 | 1841 | 1861 | 1866 | 1871 |
| ---- | ---- | ---- | ---- | ---- | ---- | ---- | ---- | ---- |
| 189  | 193  | 193  | 436  | 463  | 472  | 417  | 397  | 360  |

| 1875 | 1880 | 1885 | 1890 | 1895 | 1900 | 1905 | 1910 | 1921 |
| ---- | ---- | ---- | ---- | ---- | ---- | ---- | ---- | ---- |
| 355  | 370  | 388  | 367  | 371  | 338  | 337  | 330  | 267  |

| 1926 | 1931 | 1936 | 1946 | 1954 | 1962 | 1968 | 1975 | 1982 |
| ---- | ---- | ---- | ---- | ---- | ---- | ---- | ---- | ---- |
| 271  | 258  | 266  | 251  | 232  | 239  | 210  | 210  | 226  |

| 1990 | 1999 | 2004 | 2006 | 2009 | 2014 | 2019 | 2022 | - |
| ---- | ---- | ---- | ---- | ---- | ---- | ---- | ---- | - |
| 215  | 286  | 323  | 308  | 324  | 375  | 401  | 419  | - |

## Culture locale et patrimoine

### Evènements
- Depuis 2008, se tient tous les ans un festival de musique gratuit Sur La Remorque du Pat qui a lieu pendant deux jours sur la place du village.

### Lieux et monuments
- Église Saint-Nicolas, XVe siècle, reconstruite en partie 1862.
- Château XVIIIe siècle : portail, fontaine de type messin, pigeonnier ancien.
- Maisons anciennes à Maizeroy et à Chevillon.
- Ancien moulin sur la Nied.
- Calvaire XVIIIe siècle sortie Sud.

### Héraldique
| Blason de Maizeroy | Blason  | Coupé: au 1er de sable à la coupe d'or, au 2e d'or à la tête de Maure de sable tortillée d'argent, le cou ceint d'un collier de perles du même. |
| Blason de Maizeroy | Détails | Le statut officiel du blason reste à déterminer.                                                                                                |